# Macrobrachium amazonicum

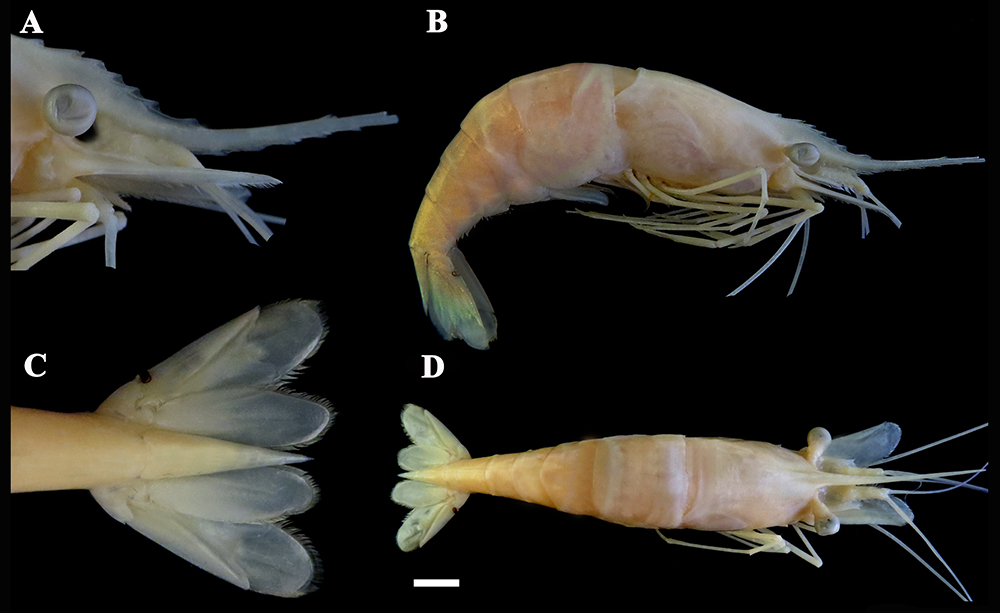

O Macrobrachium amazonicum, conhecido popularmente por camarão-da-amazônia, é uma espécie de crustáceo de água doce comum em muitas regiões da América do Sul, sobretudo na bacia Amazônica. Por ser uma espécie muito difundida, recebe várias denominações, como «camarão-sossego», «camarão-canela»,  «camarão-cascudo» ou «camarão regional», sendo muito apreciado na culinária regional do Norte–Nordeste do Brasil, tendo desse modo bom valor comercial.